# Энтисар Элсаид
Энтисар Элсаид (или Энтессар Эль-Саид) — египетская активистка за права женщин, основатель и директор Каирского фонда развития и права. Основная цель её фонда это борьба против женского обрезания, помощь жертвам домашнего насилия и развитие полового воспитания.

## Деятельность
Во время пандемии COVID-19 в Египте участились случаи домашнего насилия, поэтому её фонд сосредоточил работу в этом направлении. Согласно прогнозам из-за карантинных мер введённых в стране, мужчины стали проводить больше времени дома, не имя возможности работать, что неизбежно приведёт к росту домашнего насилия. Кроме того, мероприятия по половому воспитанию во время пандемии отменены, что привело к невозможности доступа к безопасной информации о сексе. Наконец, отмечено, что ответственность за обеспечение безопасности и социальной дистанции членов семьи чаще всего ложится на мать. В связи с этими изменениями фонд Элсаид увеличил выпуск учебных материалов по всем трём этим вопросам, что позволило им продолжить работу в сложившихся условиях при этом придерживаясь безопасных протоколов борьбы с пандемией COVID-19.
Элсаид выступает против женского обрезания в Египте, где больше всего женщин среди всех стран страдают от этой процедуры. Она с воодушевлением встретила постановление египетского правительства по наложению более суровых приговоров для тех, кто осужден за совершение этой процедуры. Однако она призывает культурно искоренить в обществе эту процедуру. Элсаид выразила обеспокоенность по поводу того, что постановление не будет соблюдаться, а приговоры будут очень редкими.
Кроме того, Элсаид поддерживает женщин, заключенных в тюрьму за «подстрекательство к разврату», которые разместили видео в TikTok.
В частности она сказала: 
|                     | «It is pure freedom of expression to post any videos on social media, but the society is still not understanding the changes that are creating a completely different environment and mindsets». (англ.) |  | "Публикация любых видео в социальных сетях - это просто свобода выражения мнений, но общество всё еще не понимает изменений, которые создают совершенно иную среду и образ мышления". (рус.) |  |
| Entessar El-Saeed . | |  | |  |

.